# غابة ثانوية

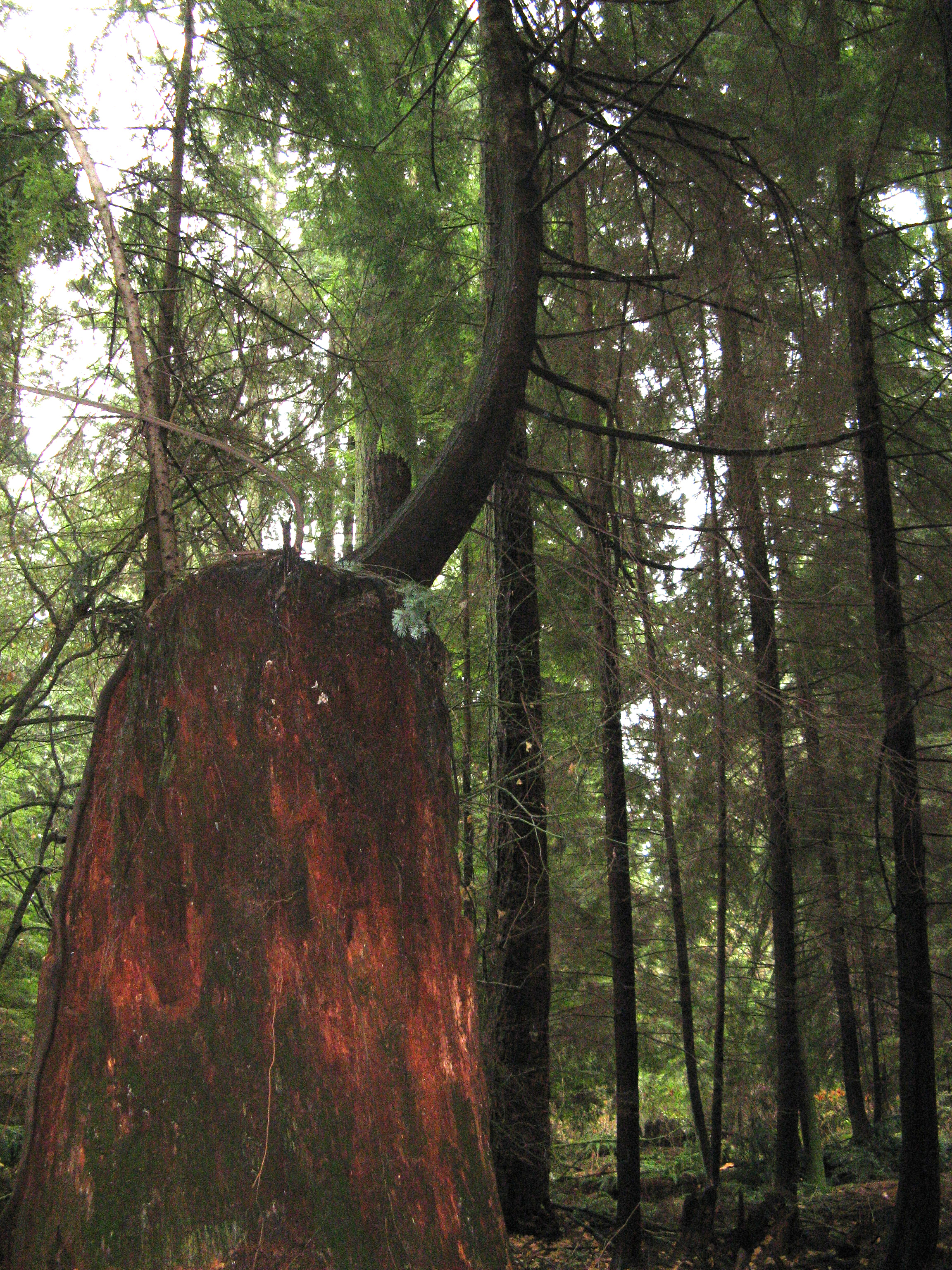
الغابة في ستانلي بارك ، فانكوفر ، كندا تحتوي بشكل عام على غابات ثانوية وثالثية.
وتظهر هذه الصورة تجديد شجرة (أي شجرة تخرج من جذع شجرة أخرى سقطت) بسبب اعصار فريدا عام 1963

الغابات الثانوية (بالإنجليزية: secondary forests)‏ هي غابات أو أحراج تنمو من جديد بعد تعرضها لأضرار جمة، مثل الحرائق، أو الإصابة بالحشرات، أو حصاد الأخشاب أو اقتلاع الأشجار، وتحتاج للنمو لفترة كبيرة لتصبح تلك الأضرار بالكاد واضحة.
وتختلف عن الغابات الرئيسية (أي القديمة أو الأولية)، والتي لم تخضع لمثل هذه الأخطار، وكذلك عن الغابات الثالثية التي هي نمو الأشجار من جديد بعد تعرض الغابات الثانوية إلى أضرار شديدة.

## الوصف
وتختلف بحسب خصائص الغابات، المدة اللازمة لتطور الغابات وإعادة النمو من جديد وتتراوح ما بين قرن إلى عدة ألفيات.
الغابات المعبلة في شرق الولايات المتحدة، على سبيل المثال، يمكن أن تحوي على أكثر من نمط واحد من الخصائص إذ تحوي على جيل أو جيلين من الأشجار، أو 150-500 سنة.
والأضرار التي تتعرض لها الغابات غالبا ما تكون نتيجة النشاط البشري، مثل التحطيب، ولكن الظواهر الطبيعية التي تؤدي إلى نفس النتيجة تكون مضمنة أيضا بأسباب هذه الأخطار.
تميل أشجار الغابات الثانوية إلى النمو بشكل متقارب أكثر من أشجار الغابات الأولية وتكون أكثر تشابكا أيضا. وتحتوي الغابات الثانوية على تنوع بيولوجي أقل من الغابات الأولية.
تكون للغابات الثانوية عادة طبقة ظلة واحدة فقط، في حين يوجد العديد منها في الغابات الأولية. تكثر الغابات الثانوية في مناطق التي تكون فيها الغابات قد فقدت أشجارها بسبب طريقة القطع والحرق أحد مكونات نظام الزراعة المتنقلة.
قد تنشأ الغابات الثانوية من الغابات التي تم حصادها بشدة، أو على مدى فترة طويلة من الزمن، أو الغابات التي تعرضت للحرائق أو من المراعي المهجورة أو مناطق الزراعة. يستغرق الأمر عادة لنمو الغابات الثانوية بين أربعين إلى مئة عام حتى تصبح تشبه الغابات القديمة، إلا أنه في بعض الحالات لن تنجح الغابات الثانوية، وذلك بسبب التعرية أو فقدان المواد الغذائية في بعض الغابات الاستوائية. يعاد إنشاء الغابات الثانوية عن طريق عملية التوالي. إذ أنه عند وجود فتحات في ظلة الغابات يمر ضوء الشمس ليصل إلى أرضية الغابة. والمنطقة تم جردها ستُستعمر بالأنواع الرائدة أولا. على الرغم من أن خسارة بعض الفصائل يمكن أن تحدث في إزالة الغابات الأولية، فإن الغابات الثانوية تستطيع حماية مستجمعات المياه وتوفر المزيد من الموائل. يمكن للغابات الثانوية أيضا أن تحد من التصحر بزيادة الوصل بين أجزاء الغابات. كما أنها قد تكون مصدرا للأخشاب وغيرها من منتجات الغابات. معظم غابات الولايات المتحدة الأمريكية اليوم، والجزء الشرقي من أمريكا الشمالية وأوروبا تتكون من الغابات الثانوية.

## الغابات المطيرة
في الغابات الاستوائية المطيرة، حيث تكون معدلات مغذيات التربة منخفضة بصورة مميزة، تنخفض نوعية التربة بشكل كبير من حالتها أثناء وجود الغابات الأولية.
بسبب هجر الأراضي الزراعية يكون نمو الغابات الثانوية في المناطق المدارية بشكل يفوق الخسائر في الغابات الأولية المطيرة.